# AirwaySim
AirwaySim er et simuleringsspil om forvaltning af et luftfartsselskab. Simulatoren er et multiplayer-onlinespil, hvor hver spiller kontrollerer sit eget luftfartsselskab og konkurrerer mod de øvrige spillere rundt omkring i verden.
I spillet skal man købe/lease passende fly, administrere ruter og markedsføring.
Man kæmper mod sine konkurrenter, stigende brændstofpriser og dårligt image. 
| computerspil | Spire Denne computerspilsrelaterede artikel er en spire som bør udbygges. Du er velkommen til at hjælpe Wikipedia ved at udvide den. |